# Re:plus
re:plus（リプラス）は、静岡県沼津市出身のHiroaki Watanabe による日本のヒップホップソロユニット。
2009年に「IN YA MELLOW TONE 3」収録のデビュー曲「Everlasting Truth」で、iTunesヒップホップ・チャート1位を獲得。アジアでも活動しており、韓国では「Time Goes By」が、海外勢トラック・チャートの1 位を獲得。中国では上海、北京でライブ活動をしており、現地メディアからは『日本JAZZ HIP-HOP之王』と評される。

## メンバー
- Hiroaki Watanabe